# Perdigão
Bài này viết về một đô thị ở Brasil, tên này tương ứng với nhiều định nghĩa khác, xem Perdigão (Định hướng)
Perdigão là một đô thị thuộc bang Minas Gerais, Brasil. Đô thị này có diện tích 249,845 km², dân số năm 2007 là 7310 người, mật độ 26,3 người/km².